# Urbanus Van Anus leevend
Urbanus Van Anus leevend is de eerste lp van Urbanus en kwam uit in 1974 bij het Brugse label Parsifal. Kant A is volledig live opgenomen in de Stadsschouwburg van Brugge op 18 oktober 1974. De productie is van Wim "Lazerus" Bulens, de arrangementen van Jean Blaute, Lamp en de werkgroep.
De plaat is niet apart op cd verschenen, maar verscheen in zijn geheel op de Urbanus Verzamelbox.

## Tracks
Kant A:
1. Intro
2. Diploma
3. Engels protestlied
4. Kwaad worden
5. Gladde iolen
6. De konijnekotelaar (a)

Kant B:
1. De konijnekotelaar (b)
2. Gigippeke
3. Leentje
4. In het midden van de nacht
5. De wereld is om zeep
6. Simfonieke van den uitkomen

## Muzikanten (kant B)
- Urbanus: zang en gitaar 'Simfonieke van den Uitkomen' en 'Leentje'
- Gie "Lamp" Van Hellemont: gitaar, 12-snarige gitaar, percussie
- Jean Blaute: gitaar, liedgitaar, piano, Moogsynthesizer, melotron, ratel
- Frans Ieven: Fenderbasgitaar, fretloze basgitaar
- Firmin Timmermans: drums, percussie
- Jan De Wilde: bijna 5-snarige banjo op 'De konijnekotelaar'
- Ture: een weinig steelgitaar
- Het Brabants Slavisch Mannenkoor o.l.v. Lazy Russ: Fr. Ivanof, Lampadrefniëf, J. Blotsky, Luc Jansen, Oerbanov V.A., J.D. Wilrofnefskytiëf